# 东方航空 (塔吉克斯坦)

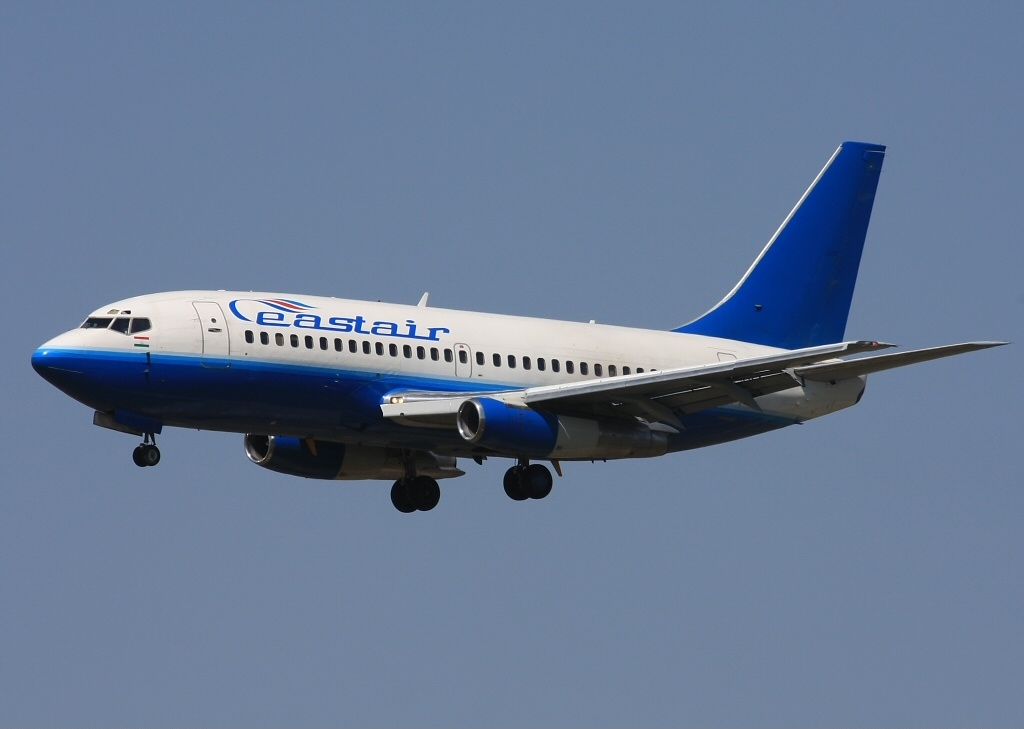
一架隸屬於東方航空的波音737-247客機。2009年8月攝於阿拉木圖國際機場。

东方航空（East Air）是一已結業的塔吉克私有航空公司，以塔吉克首都杜尚貝的杜尚貝國際機場（DYU）為基地，主要經營杜尚貝、庫爾干秋別與庫洛布等塔吉克城市至鄰國俄羅斯與哈薩克之間的定期包機航線。2014年10月6日，該公司因為遭塔吉克民航總局（TGACA）以認證核准問題為由撤銷其民用航空運輸業許可證而被迫歇業。在結束營業前，東方航空曾操作一支由五架空中巴士A320-200、一架波音737-300及一架737-400所組成的小型機隊。